# Sant Quirze de la Tor
Sant Quirze de la Tor és una església de Lluçà (Lluçanès) inclosa a l'Inventari del Patrimoni Arquitectònic de Catalunya.

## Descripció
Petita església de planta rectangular, situada dalt una elevació a 844 metres d'altitud, en la part nord del terme de Lluçà en un apèndixs entre els termes d'Alpens i Boatella.
La façana principal no presenta cap element important, en el portal d'entrada hi ha una llinda datada el 1758. Damunt s'hi troba un petit campanar d'espadanya de dos ulls. A la façana esquerra i adossada al cos central hi ha una petita sacrista, restes d'un antic absis romànic, i un contrafort, així mateix a la façana dreta hi ha dos contraforts. A la sagristia s'obre una finestra de doble esqueixada que exteriorment està decorada amb una mena d'arquivolta molt rudimentària. A l'interior hi ha una llosa sepulcral datada l'any 1630.

## Història
Sant Quirze de Tor de l'Aspà, situada davant de la masia de la Tor, ja és coneguda des del 1171, quan un senyor del castell de Lluçà cedí al prior Pere, del monestir de Santa María de Lluçà, les primicies de la capella de Sant Quirze.
Tenia culte setmanal a càrrec dels canonges de Lluçà i la seva demarcació s'estenia des del mas Comermada fins als masos de Tor de l'Aspà i Muntanyola. Tot i no ésser parròquia gaudí d'una certa autonomia i era representada per dos homes, anomenats decurions, a les reunions del terme de Lluçà. L'actual edifici és fruit de la modificació que sofrí al segle xvii, moment en què es canvià l'orientació de l'església i l'absis de l'edifici anterior quedà incrustat en la nova església com a capella lateral que, posteriorment, agafà la funció de sagristia.